# Georges Baert
Georges Baert (Ledeberg, 4 giugno 1926 – Gand, 5 ottobre 2017) è stato un cestista belga.

## Carriera
Ha disputato quattro partite ai Giochi della XIV Olimpiade, segnando 18 punti. Ha inoltre disputato quattro edizioni dei Campionati europei.